# Ghanas fotbollsförbund
Ghanas fotbollsförbund, officiellt Ghana Football Association, är ett specialidrottsförbund som organiserar fotbollen i Ghana.
Förbundet grundades 1957 och gick med i Caf 1956. De anslöt sig till Fifa år 1958. Ghanas fotbollsförbund har sitt huvudkontor i staden Accra.